# E3 Saxo Bank Classic
L'E3 Saxo Bank Classic, anteriorment coneguda com a E3 BinckBank Classic, E3 Harelbeke, Harelbeke–Antwerp–Harelbeke i E3-Prijs Vlaanderen, és un cursa ciclista belga que es disputa el darrer cap de setmana de març a Harelbeke.
Creada el 1958, es disputa una setmana abans del Tour de Flandes, cursa amb la qual comparteix part del recorregut. Des de la primera edició fins al 2011, la cursa es va celebrar el dissabte del cap de setmana anterior al Tour de Flandes, formant diumenge un tàndem amb la Brabantse Pijl.
Entre el 2005 i el 2011 formà part de l'UCI Europe Tour, amb una categoria 1.HC, mentre que a partir del 2012 fou ascendida a la màxima categoria de curses ciclistes, l'UCI World Tour. Tom Boonen, amb cinc victòries, quatre d'elles de manera consecutiva, és el ciclista que més vegades ha guanyat la cursa, i junt a Fabian Cancellara van ajudar a donar prestigi a la cursa en el calendari internacional.
La pandèmia de COVID-19 va provocar la cancel·lació de l'edició del 2020.

## Palmarès
| Any                           | Vencedor             | Segon                  | Tercer                      |         |
| ----------------------------- | -------------------- | ---------------------- | --------------------------- | ------- |
| Harelbeke-Anvers-Harelbeke    |                      |                        |                             |         |
| 1958                          | Armand Desmet        | Lucien Demunster       | Albéric Schotte             |         |
| 1959                          | Norbert Kerckhove    | Jan Zagers             | Norbert Van Tieghem         |         |
| 1960                          | Daniel Doom          | Odiel Vanderlinden     | Piet Oellibrandt            |         |
| 1961                          | Arthur Decabooter    | Frans Aerenhouts       | André Noyelle               |         |
| 1962                          | André Messelis       | Leopold Schaeken       | Frans De Mulder             |         |
| 1963                          | Noël Foré            | Peter Post             | Joseph Planckaert           |         |
| 1964                          | Rik Van Looy         | Norbert Kerckhove      | Edgard Sorgeloos            |         |
| 1965                          | Rik Van Looy         | Georges Van Coningsloo | René Thyssen                |         |
| 1966                          | Rik Van Looy         | Willy Bocklant         | Jozef Spruyt                |         |
| 1967                          | Willy Bocklant       | Jos Huysmans           | Armand Desmet               |         |
| 1968                          | Jaak De Boever       | Jos Huysmans           | Herman Van Springel         |         |
| 1969                          | Rik Van Looy         | Georges Van Coningsloo | Willy Vekemans              |         |
| E3-Prijs Harelbeke            |                      |                        |                             |         |
| 1970                          | Daniel Van Ryckeghem | Roger De Vlaeminck     | Roger Rosiers               |         |
| 1971                          | Roger De Vlaeminck   | Georges Pintens        | Eddy Merckx                 |         |
| 1972                          | Hubert Hutsebaut     | Eddy Merckx            | Walter Godefroot            |         |
| 1973                          | Willy In 't Ven      | Albert Van Vlierberghe | Walter Planckaert           |         |
| 1974                          | Herman Van Springel  | Freddy Maertens        | Frans Verbeeck              |         |
| 1975                          | Frans Verbeeck       | Freddy Maertens        | Cees Bal                    |         |
| 1976                          | Walter Planckaert    | Walter Godefroot       | Daniel Verplancke           |         |
| 1977                          | Dietrich Thurau      | Patrick Sercu          | Eric De Vlaeminck           |         |
| 1978                          | Freddy Maertens      | Jan Raas               | Ronald De Witte             |         |
| 1979                          | Jan Raas             | Frank Hoste            | Michel Pollentier           |         |
| 1980                          | Jan Raas             | Sean Kelly             | Rik Van Linden              |         |
| 1981                          | Jan Raas             | Ludo Delcroix          | Alfons De Wolf              |         |
| 1982                          | Jan Bogaert          | Roger De Vlaeminck     | Daniel Willems              |         |
| 1983                          | William Tackaert     | Bert Oosterbosch       | Jan Jonkers                 |         |
| 1984                          | Bert Oosterbosch     | Eddy Planckaert        | Leo van Vliet               |         |
| 1985                          | Phil Anderson        | Jozef Lieckens         | Eddy Planckaert             |         |
| 1986                          | Eric Vanderaerden    | Frits Pirard           | Jos Lammertink              |         |
| 1987                          | Eddy Planckaert      | Jelle Nijdam           | Marc Sergeant               |         |
| 1988                          | Guido Bontempi       | Allan Peiper           | Eddy Planckaert             |         |
| 1989                          | Eddy Planckaert      | Adri van der Poel      | Marc Sergeant               |         |
| 1990                          | Søren Lilholt        | Fabio Roscioli         | Adri van der Poel           |         |
| 1991                          | Olaf Ludwig          | Phil Anderson          | Uwe Raab                    |         |
| 1992                          | Johan Museeuw        | Wiebren Veenstra       | Eric Vanderaerden           |         |
| 1993                          | Mario Cipollini      | Olaf Ludwig            | Jelle Nijdam                |         |
| 1994                          | Andrei Txmil         | Viatxeslav Iekímov     | Silvio Martinello           |         |
| 1995                          | Bart Leysen          | Steffen Wesemann       | Martin Hvastija             |         |
| 1996                          | Carlo Bomans         | Peter Van Petegem      | Wilfried Nelissen           |         |
| 1997                          | Hendrik Van Dijck    | Paolo Fornaciari       | Brian Holm                  |         |
| 1998                          | Johan Museeuw        | Michele Bartoli        | Mirko Celestino             |         |
| 1999                          | Peter Van Petegem    | Andrei Txmil           | Frank Vandenbroucke         |         |
| 2000                          | Serguei Ivanov       | Geert Van Bondt        | Chris Peers                 |         |
| 2001                          | Andrei Txmil         | Steffen Wesemann       | Martin Hvastija             |         |
| 2002                          | Dario Pieri          | Jo Planckaert          | Johan Museeuw               |         |
| E3 Prijs Vlaanderen           |                      |                        |                             |         |
| 2003                          | Steven de Jongh      | Steffen Wesemann       | Stijn Devolder              |         |
| 2004                          | Tom Boonen           | Jaan Kirsipuu          | Andris Naudužs              |         |
| 2005                          | Tom Boonen           | Andreas Klier          | Peter Van Petegem           |         |
| 2006                          | Tom Boonen           | Alessandro Ballan      | Aart Vierhouten             |         |
| 2007                          | Tom Boonen           | Fabian Cancellara      | Marcus Burghardt            |         |
| 2008                          | Kurt Asle Arvesen    | David Kopp             | Greg Van Avermaet           |         |
| 2009                          | Filippo Pozzato      | Tom Boonen             | Maksim Iglinski             |         |
| 2010                          | Fabian Cancellara    | Tom Boonen             | Joan Antoni Flecha Giannoni |         |
| E3 Prijs Vlaanderen-Harelbeke |                      |                        |                             |         |
| 2011                          | Fabian Cancellara    | Jürgen Roelandts       | Vladímir Gússev             |         |
| E3 Harelbeke                  |                      |                        |                             |         |
| 2012                          | Tom Boonen           | Óscar Freire Gómez     | Bernhard Eisel              |         |
| 2013                          | Fabian Cancellara    | Peter Sagan            | Daniel Oss                  |         |
| 2014                          | Peter Sagan          | Niki Terpstra          | Geraint Thomas              |         |
| 2015                          | Geraint Thomas       | Zdeněk Štybar          | Matteo Trentin              |         |
| 2016                          | Michał Kwiatkowski   | Peter Sagan            | Ian Stannard                |         |
| 2017                          | Greg Van Avermaet    | Philippe Gilbert       | Oliver Naesen               |         |
| 2018                          | Niki Terpstra        | Philippe Gilbert       | Greg Van Avermaet           |         |
| E3 BinckBank Classic          |                      |                        |                             |         |
| 2019                          | Zdeněk Štybar        | Wout van Aert          | Greg Van Avermaet           |         |
| 2020                          | suspesa              | suspesa                | suspesa                     | suspesa |
| E3 Saxo Bank Classic          |                      |                        |                             |         |
| 2021                          | Kasper Asgreen       | Florian Sénéchal       | Mathieu van der Poel        |         |
| 2022                          | Wout van Aert        | Christophe Laporte     | Stefan Küng                 |         |
| 2023                          | Wout van Aert        | Mathieu van der Poel   | Tadej Pogačar               |         |
| 2024                          | Mathieu van der Poel | Jasper Stuyven         | Wout van Aert               |         |
| 2025                          |                      |                        |                             |         |